# Ctenicera glauca
Ctenicera glauca är en skalbaggsart som först beskrevs av Ernst Friedrich Germar.  Ctenicera glauca ingår i släktet Ctenicera och familjen knäppare. Inga underarter finns listade i Catalogue of Life.